# XQuery
XQuery(XML Query, XML 쿼리)는 일반적으로 XML, 텍스트, 벤더 특정 확장 데이터 포맷(JSON, 바이너리 등)으로 되어 있는, 정형, 비정형 데이터를 질의하고 변환하는 질의, 함수형 프로그래밍 언어이다. 이 언어는 W3C의 XML 쿼리 워킹 그룹에 의해 개발되었다. 작업은 XSL 워킹 그룹의 XSLT의 개발과 긴밀히 조율되었다. 이 두 단체는 XQuery의 하위 집합인 XPath을 함께 책임지고 있다.
XQuery 1.0은 2007년 1월 23일, W3C 권고안이 되었다.
XQuery 3.0은 2014년 4월 8일 W3C 권고안이 되었다.
XQuery 3.1은 2017년 3월 21일 W3C 권고안이 되었다.

## 예시
아래의 샘플 XQuery 코드는 셰익스피어의 연극 햄릿마다 고유한 화자를 나열하며 hamlet.xml에 인코딩되어 있다.
```
 
<html><body>

 
{

   
for
 
$
act
 
in
 
doc
(
"hamlet.xml"
)//
ACT

   
let
 
$
speakers
 
:=
 
distinct-values
(
$
act
//
SPEAKER
)

   
return

     
<div>

       
<h1>
{
 
string
(
$
act
/
TITLE
)
 
}
</h1>

       
<ul>

       
{

         
for
 
$
speaker
 
in
 
$
speakers

         
return
 
<li>
{
 
$
speaker
 
}
</li>

       
}

       
</ul>

     
</div>

 
}

 
</body></html>

```